# Norisring
Der Norisring ist eine Auto- und Motorradrennstrecke in Nürnberg. Der Norisring ist ein sogenannter Stadtkurs, was bedeutet, dass ein Rennen auf Straßen stattfindet, die sonst vom normalen Straßenverkehr genutzt werden. Der Name Norisring ist das Ergebnis eines Preisausschreibens im Jahr 1950. Die Noris ist ein allegorischer Name für Nürnberg aus dem 17. Jahrhundert.

## Geschichte
In der Saison 1938 fand erstmals ein Motorradrennen auf dem Norisring statt. Georg „Schorsch“ Meier gewann es auf einer BMW 500 ccm. Nach dem Zweiten Weltkrieg wurde am 18. Mai 1947 erstmals ein Motorradrennen auf einer Strecke rund um die Zeppelinhaupttribüne ausgerichtet. Die Steintribüne ist Teil des aus der Zeppelinwiese entstandenen Zeppelinfeldes, das zum Reichsparteitagsgelände gehört. Bis 1957 standen Motorradrennen im Mittelpunkt der Veranstaltungen, was wahrscheinlich auch daran lag, dass Nürnberg damals Sitz zahlreicher Motorradhersteller war (Ardie, Hecker, Mars, Triumph, Victoria, Hercules und Zündapp). Bereits ab 1948 fanden auch Autorennen statt, die Anfang der 1960er Jahre die Vorherrschaft gewannen. Bis 1973 und wieder von 1984 bis 1989 waren dies vorwiegend Rennen mit Sportwagenprototypen. Vor allem zählten diese Rennen noch zur Sportwagen-Weltmeisterschaft; erst Ende der 1980er Jahre fuhren die Sportwagen-Prototypen (auch vom Porsche-Werk gestellt) um Geldpreise, sogenannte „Geldrennen“. Bis 2018 fuhr die Europäische Formel-3-Meisterschaft auf dem Norisring.
Inzwischen finden dort als Hauptrennen die Meisterschaft der DTM statt und darüber hinaus der Porsche-Carrera-Cup sowie diverse Markenpokale. Des Weiteren werden auch Rennen historischer Fahrzeuge veranstaltet, teils mit bekannten ehemals aktiven Rennfahrern; im Jahr 2022 waren dies unter anderem Hans-Joachim Stuck, Harald Grohs, Olaf Manthey, Kris Nissen sowie Leopold Prinz von Bayern.
Im Jahr 2023 drangen erstmals Klimaaktivisten der Letzten Generation und von Extinction Rebellion kurz vor dem Start in den Bereich der Rennstrecke ein. Sie zeigten ein Banner und verzögerten so den Start des Hauptrennens um 25 Minuten. Damit und durch Demonstrationen am Haupteingang in den Jahren davor wurde gegen die Autorennen protestiert.

## Rennunfälle mit Todesfolge
Im Laufe der Norisringrennen (seit 1947) kamen drei Autorennfahrer und zwei Motorradrennfahrer ums Leben. Prominentestes Opfer war der Sportwagenpilot Pedro Rodríguez, der am 11. Juli 1971 in Nürnberg im Krankenhaus nach einem Feuerunfall auf dem Norisring starb. Drei Jahre zuvor am 28. April 1968 war der Privatfahrer Bernd Stelzig mit seinem Porsche 911 tödlich verunglückt. Sein Fahrzeug zerschellte bei starkem Regen an einer der beiden Brückenbalustraden des Norisrings. Ebenfalls im Jahr 1968, am Rennwochenende des 30. Juni 1968, verunglückte der Motorradrennfahrer Hartmut Allner beim Rennen der 500-ccm-Klasse. Er kollidierte bei einem Überholvorgang mit dem Motorrad des Rennkonkurrenten Max Raab. Beide Motorradrennfahrer kamen in die Klinik, in der Hartmut Allner seinen schweren Verletzungen erlag, während Max Raab zwei Tage später in eine Klinik seiner Heimatstadt München überführt werden konnte. Am 24. Juni 1988 geschah der letzte tödliche Unfall. Der ungarische Rennfahrer Csaba Kesjár starb auf dem Norisring, als er mit rund 200 km/h unkontrolliert in die Leitplanken an der Dutzendteich-Kehre / -Kurve fuhr. Die genaue Unfallursache konnte nicht geklärt werden. Manche spekulierten auf Bremsversagen, andere auf ein "Black-Out" oder einen Epilepsieanfall des jungen Piloten.

## Strecke
Über die Jahrzehnte wurde der Kurs mehrmals verändert, die Streckenlänge lag anfangs bei 2 km, später bis zu 4 km. Seit 1972 ist die Rundstrecke 2,3 km lang. Bei der DTM werden derzeit (2018) 2 × 55 Minuten Plus eine Runde gefahren. Seit Juli 2005 besteht zwischen der Steintribüne und dem Zeppelinfeld ein Fußgängertunnel. Die Zuschauer können nun auch während der Rennen problemlos auf die andere Seite der Strecke wechseln.
Um das Gelände aus öffentlichen Straßen zwischen Zeppelinfeld und Dutzendteich in eine Rennstrecke umzubauen, muss die 2,3 km lange Strecke aufwändig ausgerüstet werden, um das ganze Gelände in einen geschlossenen Veranstaltungsort für den Rennsport zu verwandeln. Dieses findet innerhalb von drei Wochen statt, wovon zwei Wochen für den Aufbau vor dem Rennwochenende benötigt werden und eine Woche für den Abbau nach dem Rennwochenende. Dafür werden 10.000 Arbeitsstunden, 600 Arbeiter, Planer und Funktionäre benötigt. Die Verantwortung hierfür liegt bei dem Motorsport Club Nürnberg e. V. (MCN). Aktueller Chef / Vorstandsvorsitzender und "Chefmacher" ist Wolfgang Schlosser.

## Strecke und Zahlen
Der Norisring in Zahlen (Stand: 2022): 2,3 km Streckenlänge; 7 km Leitplanken; 2 km Betonwände, 27,8 km Zäune; 150.000 Liter Bier; 10.000 Arbeitsstunden; 600 ehrenamtliche Helfer; 250 km Wasserleitungen; 870 km Stromkabel; 120 Toilettenhäuschen; bis zu 130.000 Zuschauer sowie bis zu 10.000 Bratwürste zum Verzehr.
Auf der sehr langen Start-Ziel-Geraden erreichen die DTM-Fahrzeuge Spitzengeschwindigkeiten bis zu 280 km/h, um dann auf nur 50 km/h abzubremsen wegen der "Grundig"-Kehre (die 180-Grad enge Kurve; auf dem Foto gut zu sehen). Keke Rosberg hatte beim DTM-Rennen 1994 vor der Bremszone einmal ein komplettes Bremsversagen an seinem Opel Calibra und landete unverletzt weit hinter der Streckenbegrenzung kurz vor den Schrebergärten (gehören gar nicht mehr zur Rennstrecke). Von der "Grundig"-Kehre aus wird erneut auf rund 200 km/h beschleunigt, das "Schöller"-S geht mit bis zu 110 km/h. Danach wird auf rund 240 km/h beschleunigt, bis es in die Dutzendteich-Kehre /-Kurve mit nur 65 km/h geht; danach erneutes Beschleunigen auf rund 200 km/h und über die Ziellinie. Pro Runde sind etwa 22 Gangwechsel vonnöten. Lokalmatador Marco Wittmann (aus dem benachbarten Fürth) sagte zum kniffligen Norisring: "Den Bremspunkt auf den Meter genau zu treffen, ist eine der größten Schwierigkeiten. Und das Auto so nah wie möglich an den Leitplanken entlangzuführen." Die zahlreichen Spuren an den Leitplanken und vor allem an der Mauer kurz nach dem "Schöller"-S belegen, dass dieses Ziel nicht jeder Fahrer erreicht. Nicht selten war der Einschlag nach dem "Schöller"-S so heftig, dass ein Rennauto zerstört wurde und das Safety-Car heraus musste.
Wovon heute noch viele Norisring-Besucher schwärmen: Als Stefan Bellof den damaligen Rundenrekord von Rolf Stommelen von 1979 mit nur 49,82 Sekunden (auf Werks-Porsche 935) um über 2 Sekunden "pulverisierte". Mit seinem Werks-Porsche 956 fuhr Bellof 1983 (3. Juli) die Runde in nur 47,60 Sekunden. Vor dem Rennen wurden die Feder-Dämpfer-Einheiten des Rennwagens weicher gemacht, damit die Bodenwellen besser befahren werden konnten. Stefan Bellof gewann dieses Rennen auf dem Norisring vor seinem Markenkollegen Jochen Mass; es war übrigens sein erstes Rennen auf dem Norisring. Sein letztes Rennen am Norisring fuhr Bellof am 30. Juni 1985 und siegte erneut bei einer Durchschnittsgeschwindigkeit von 164,692 km/h (zum Vergleich der Rundenrekord von 2019 von Nico Müller: 46,618 s = 177,614 km/h). Bellofs tragischer Tod im selben Jahr im September in Spa verhinderte weitere Norisring-Rekorde des Gießener Rennfahrers und damaligem Liebling der Nürnberger Motorsportfans.

## Tribünen
Neben der Steintribüne werden rund um die Strecke in der Regel fünf weitere Tribünen aufgebaut (es gab auch Zeiten mit Zusatztribünen). An den übrigen freien Plätzen und den so genannten Naturtribünen waren vor allem zu Zeiten der "alten" DTM in den 1980er Jahren teils spektakuläre Eigenkonstruktionen der Zuschauer zu sehen; heute verboten. Aufgrund der Einsturzgefahr und den Sanierungsarbeiten werden seit 2008 immer wieder Teile der Steintribüne sowie weitere Bereiche des alten Stadions gesperrt.

## Veranstaltungen
Die bekannteste Motorsportveranstaltung ist das alljährliche Norisringrennen, ein Lauf zur DTM. Das jährliche Rennwochenende findet meist Ende Juni oder Anfang Juli statt. Es hieß über Jahre hinweg 200 Meilen von Nürnberg. Der aktuelle Name der Veranstaltung lautet Int. ADAC Norisring Speedweekend. Zu sehen sind Training, Qualifikation und Rennen der DTM und weiterer Serien. Darüber hinaus wird ein Rahmenprogramm mit Stuntshows, Fahrten von Renntaxis und Musikkonzerten aufgeführt.
Die Motorsportsaison am Norisring wird alljährlich bereits Ende März, Anfang April auf der verlängerten Geraden vor der Steintribüne mit dem Renn-Slalom um den Preis der Stadt Nürnberg eröffnet. 2006 fand diese Traditionsveranstaltung zum Lauf der deutschen Automobil-Slalom Meisterschaft jedoch nicht statt. Seit 2008 wird sie trotz einer Klage von Anwohnern wieder durchgeführt.
Im Start-/Zielbereich findet seit über 20 Jahren alljährlich das Steintribünentreffen, ein bekanntes Treffen für luftgekühlte Volkswagen und klassische Porsche, statt.
Zwischen 2001 und 2007 wurde der Norisring für Rennen klassischer Motorräder (Classic-Motorrad-Cup) wiederbelebt. Der Classic-Motorrad-Cup wurde vom Classic-Motorrad-Rennfahrer Werner Anton Pedack aus Fürth privat organisiert. Bei den jeweiligen Veranstaltungen gingen mehr als 200 Classic-Rennfahrer an den Start, darunter der zweifache Weltmeister Dieter Braun, Heinz Rosner und viele andere. Höhepunkt war eine DHM (Deutsche Historische Motorradmeisterschaft) mit DMSB Prädikat Meisterschaftslauf in Zusammenarbeit mit dem VFV. Anwohner klagten gegen den Motorrad-Cup. Ab 2008 erfolgte aus Lärmschutzgründen keine Genehmigung dieser Veranstaltung mehr.

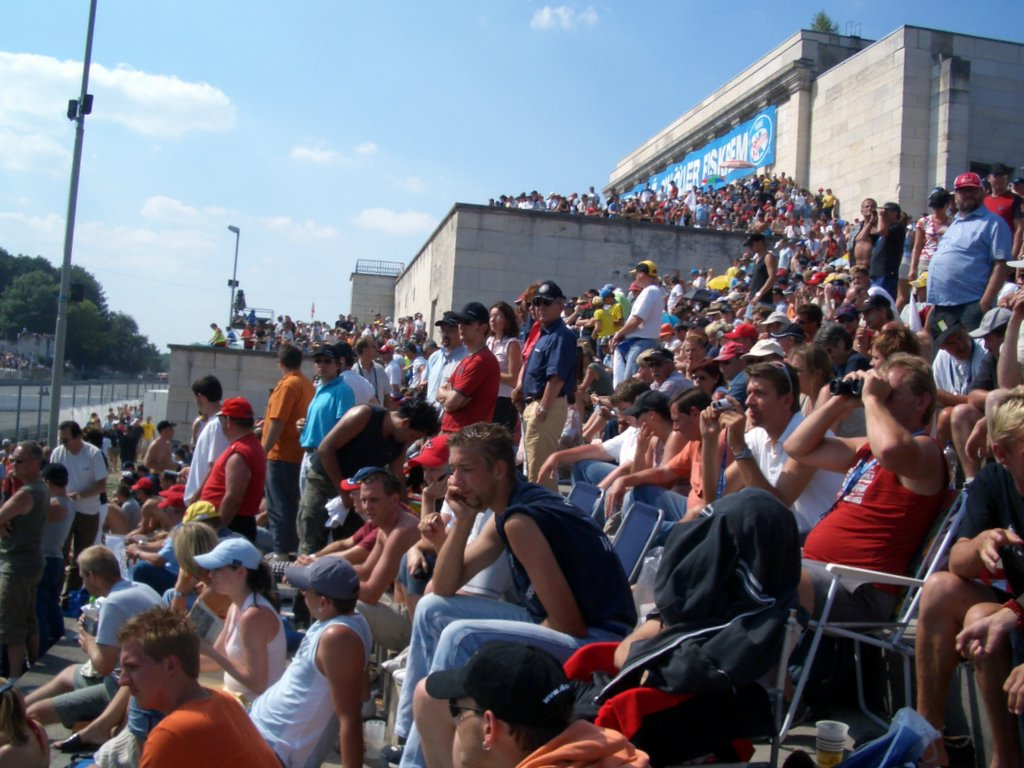
Zuschauer auf der Steintribüne am Norisring
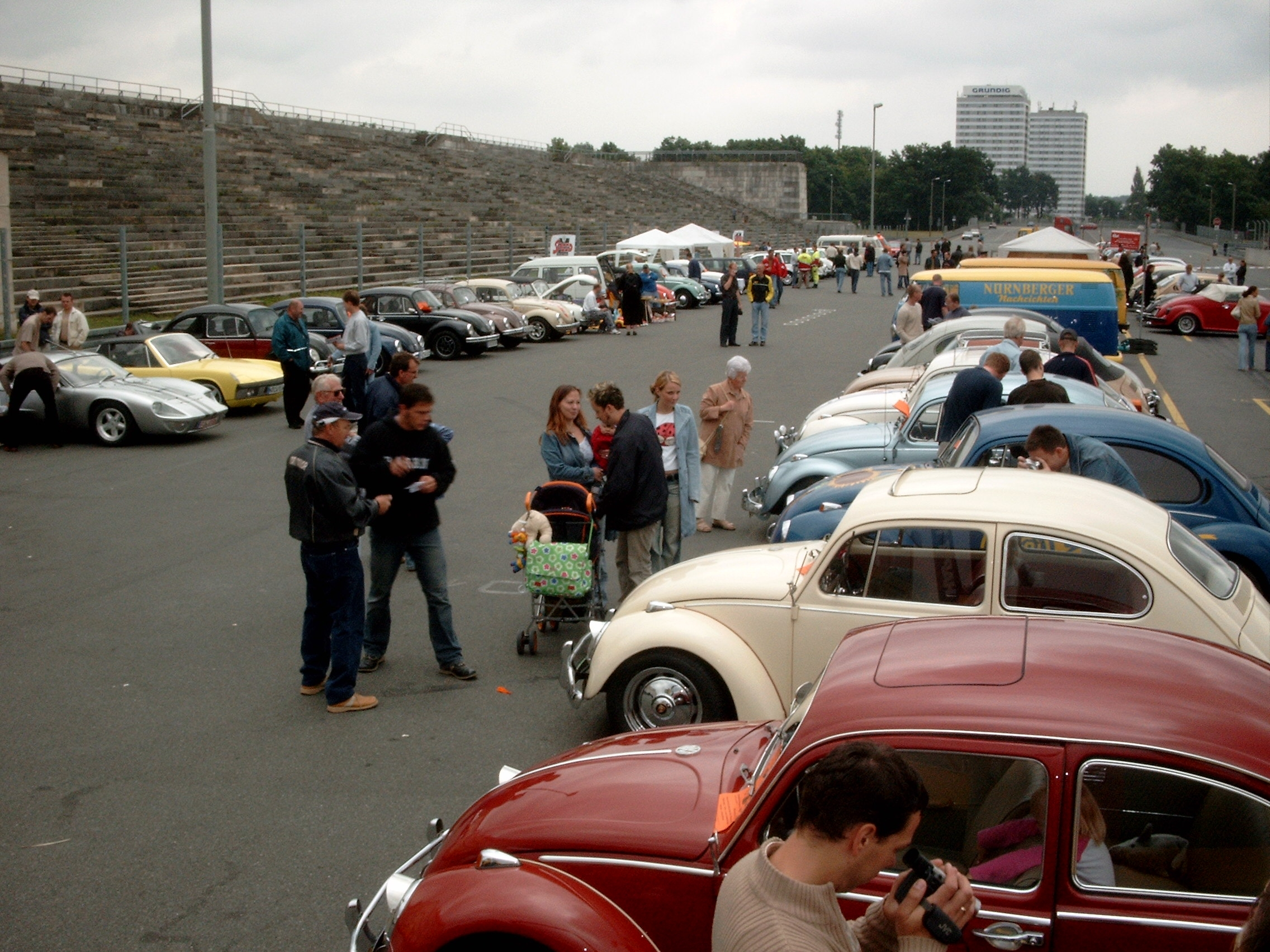
Alljährliche Aufstellung der luftgekühlten Volkswagen vor der Steintribüne
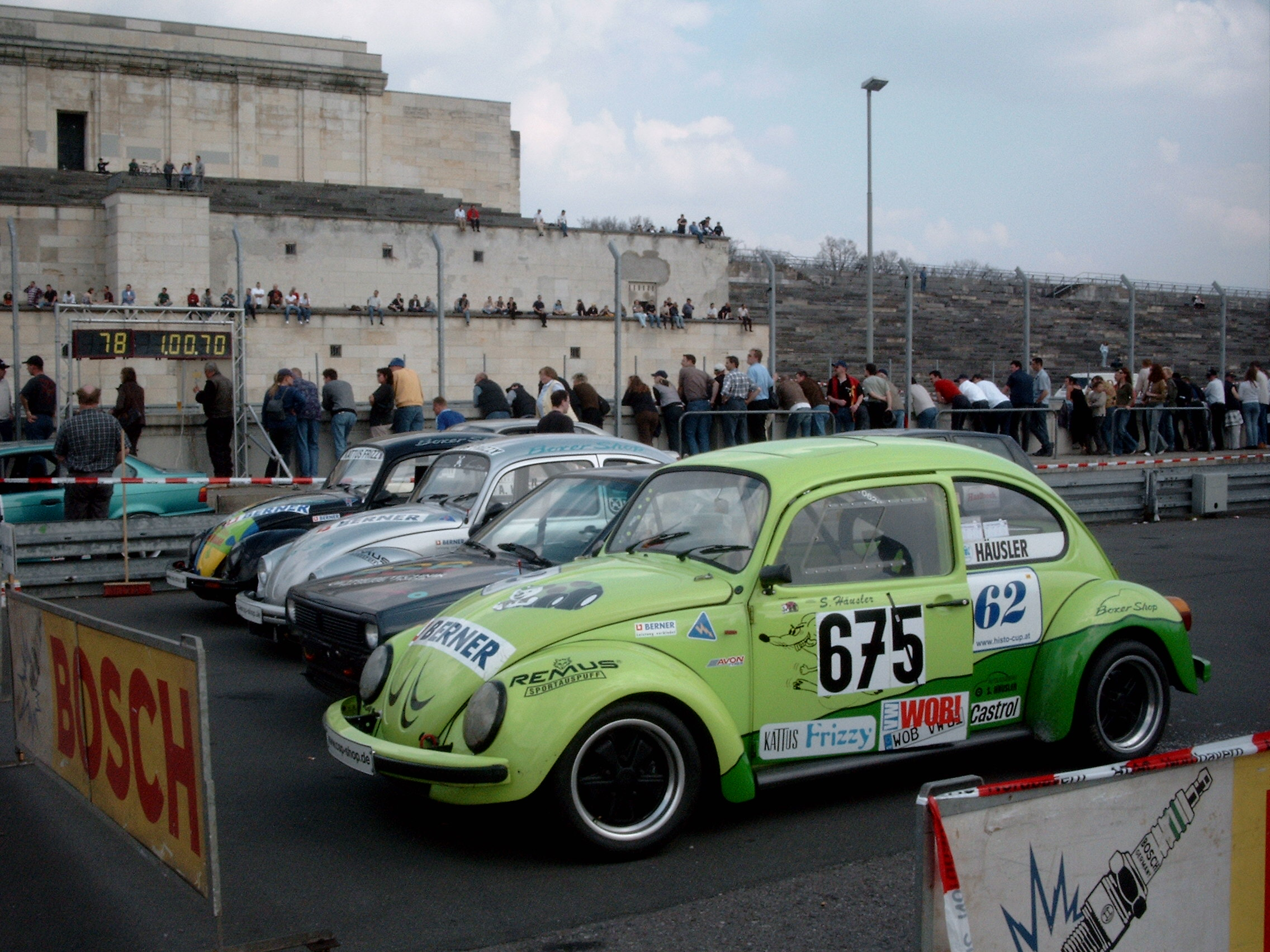
Parc Fermé des Renn-Slaloms vor der Steintribüne am Norisring
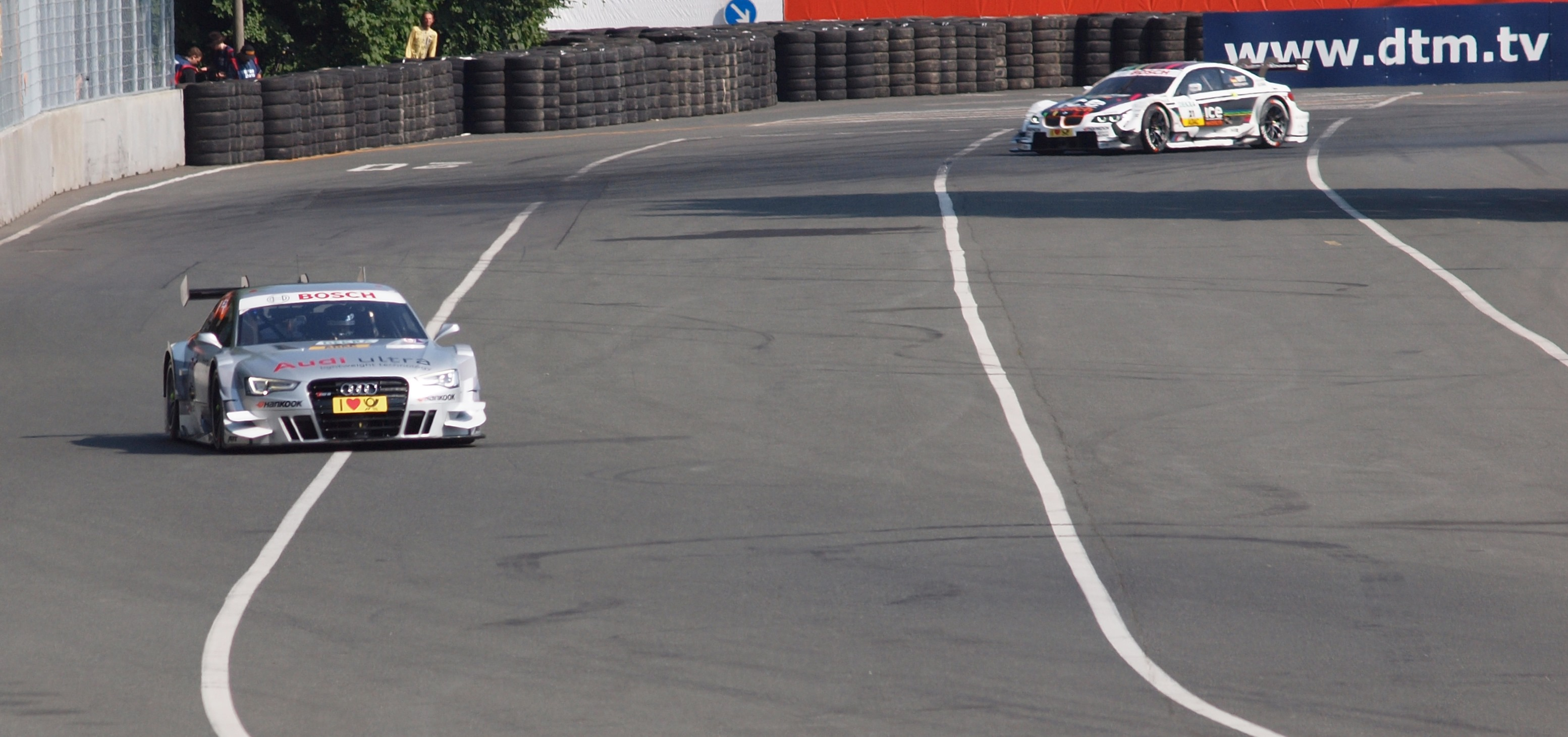
Die aktuelle Hauptattraktion: Die DTM auf dem Norisring im Juli 2013
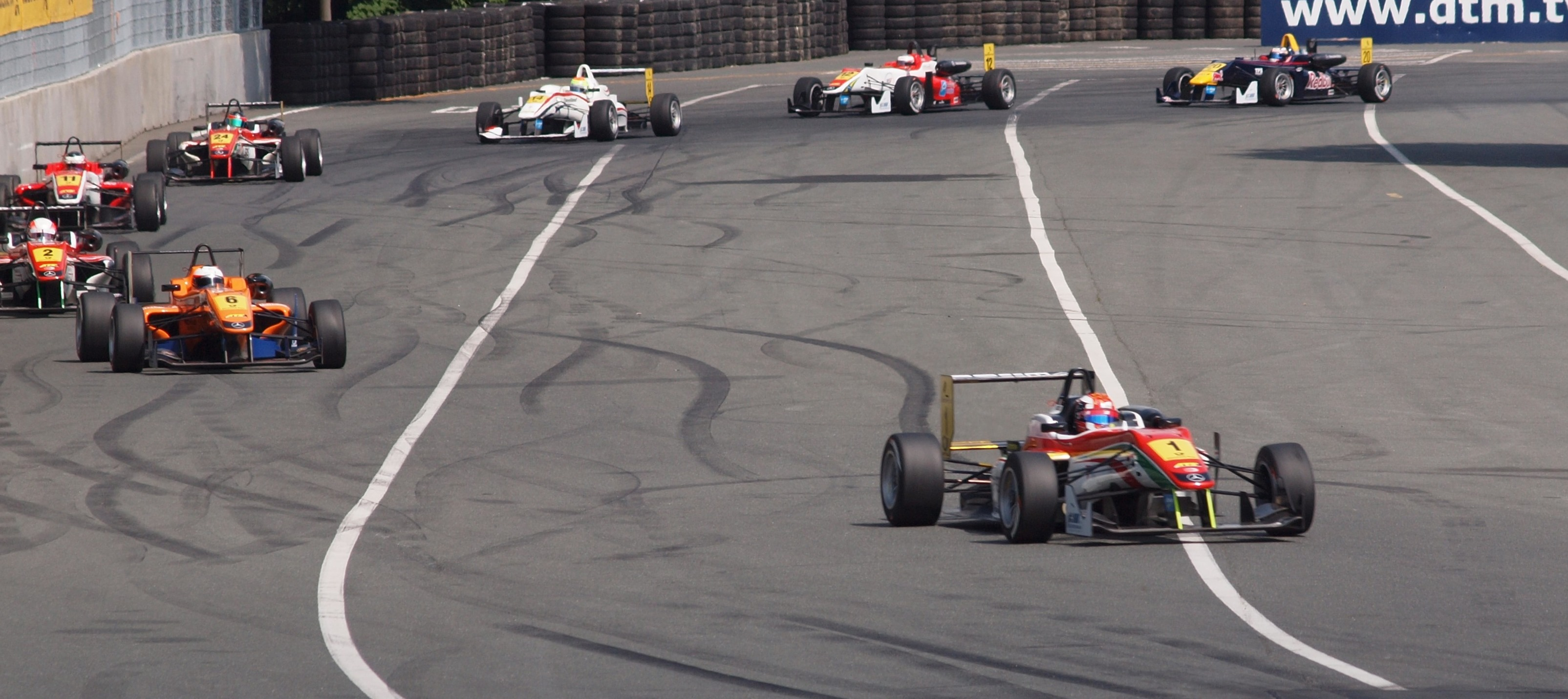
Stets im Rahmenprogramm: Die Formel 3 auf dem Norisring im Juli 2013
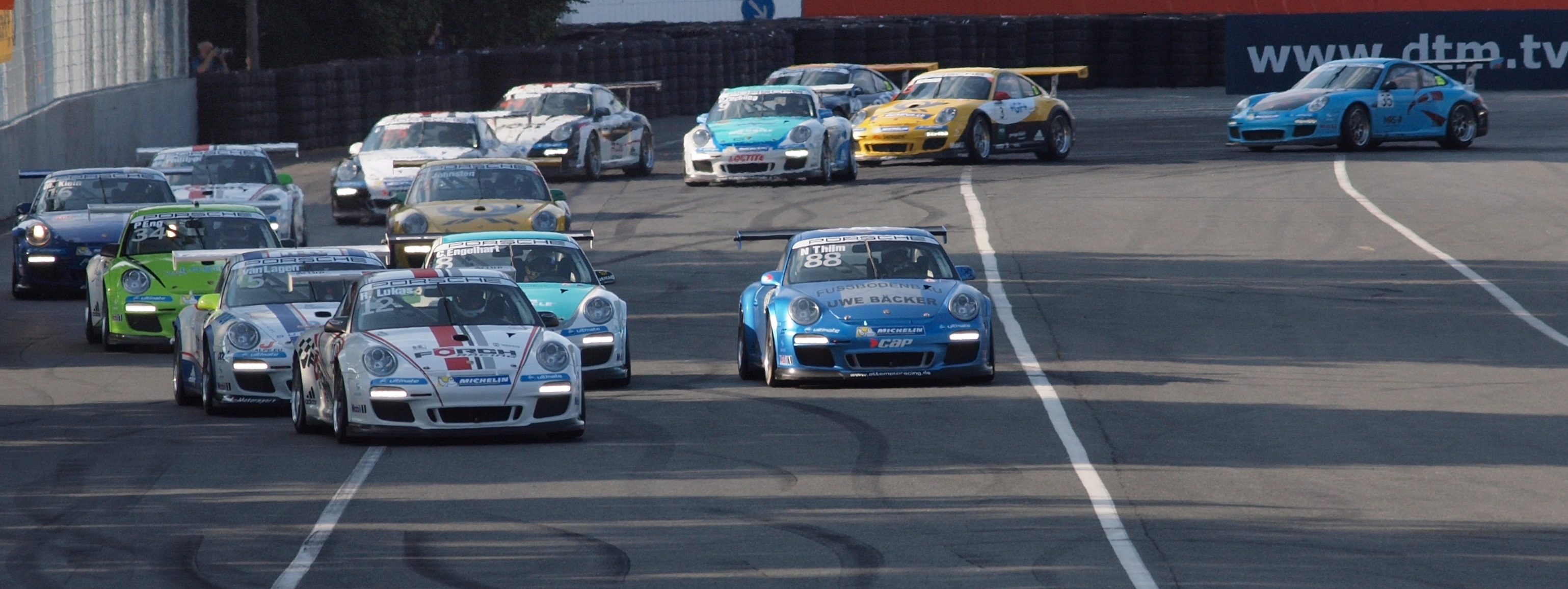
Auch im Rahmenprogramm: Der Porsche Carrera Cup auf dem Norisring im Juli 2013
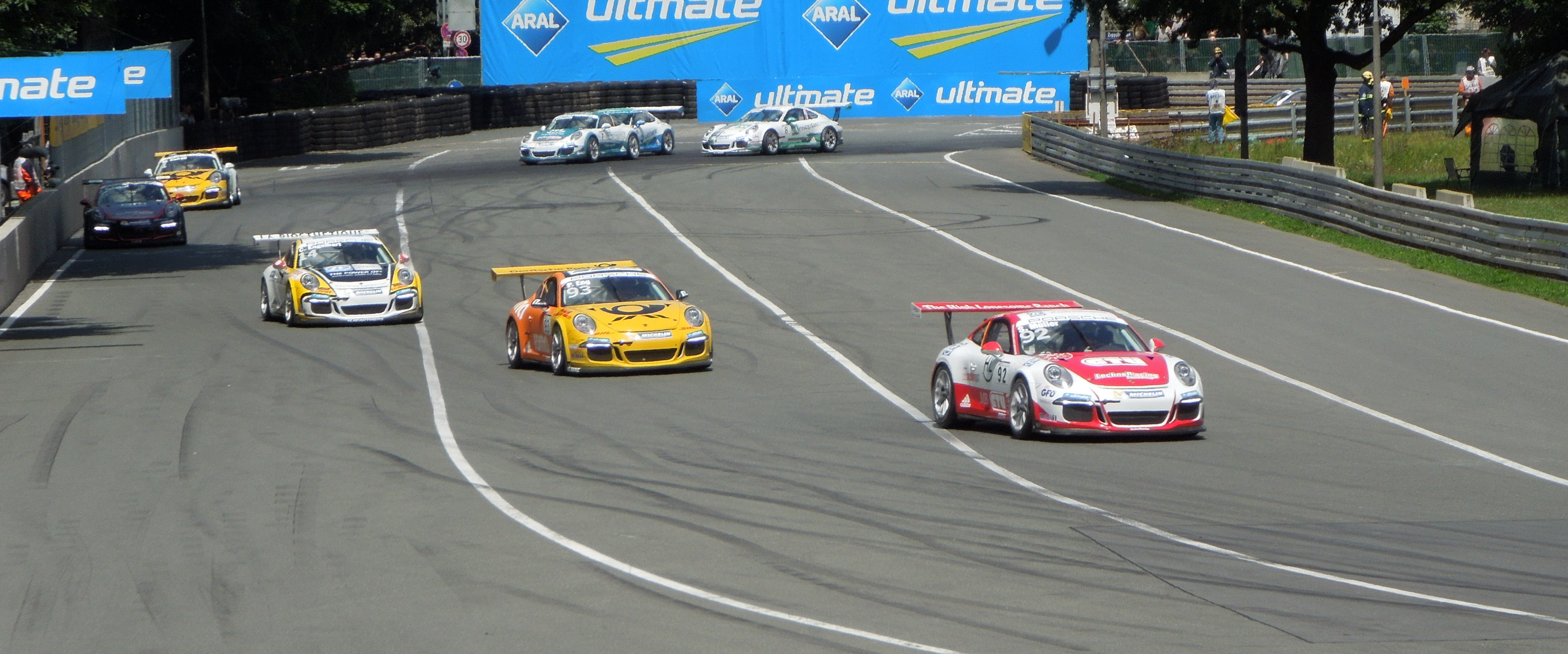
Auch im Rahmenprogramm: Der Porsche Carrera Cup auf dem Norisring im Juni 2015
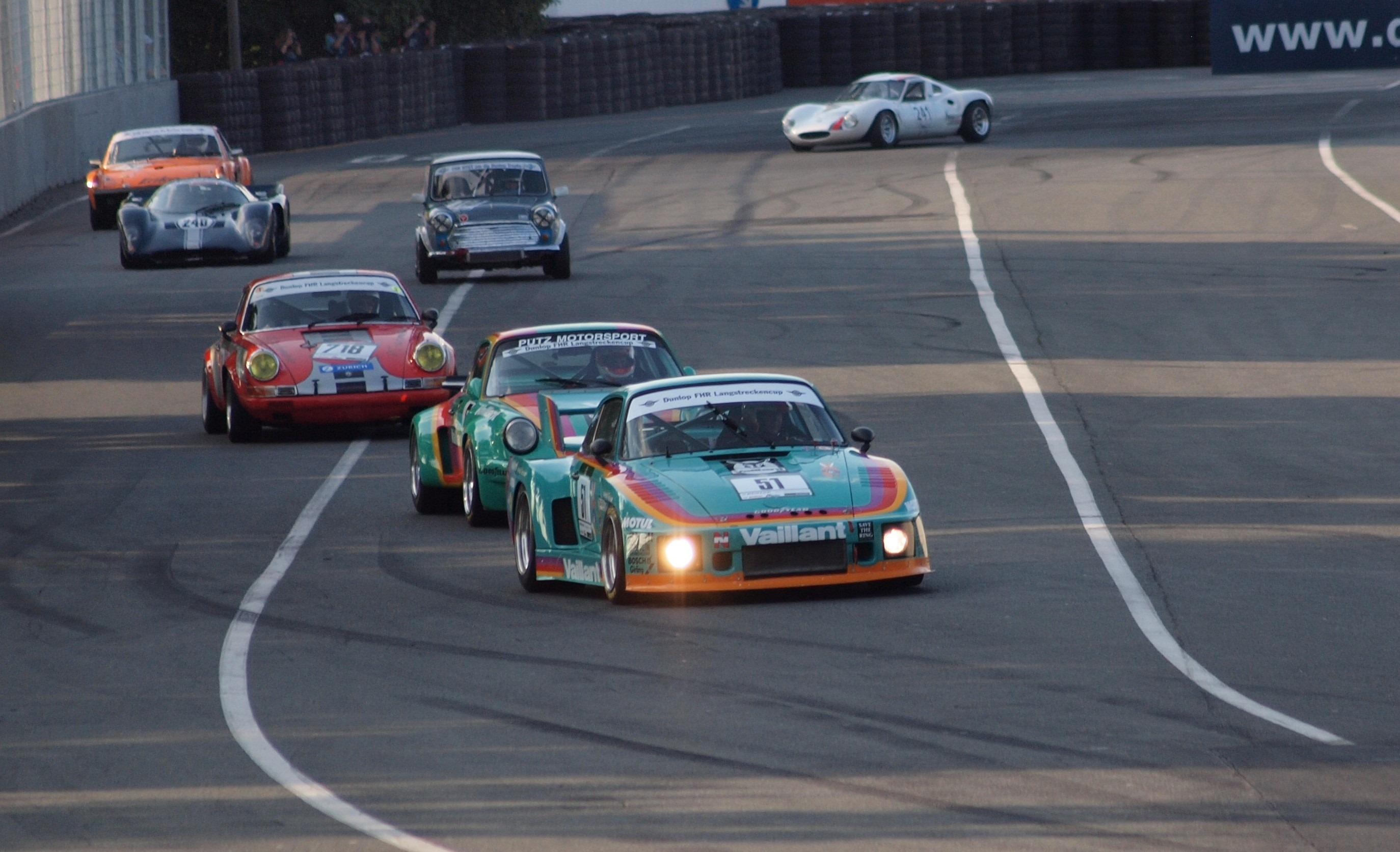
Für viele Motorsportfans jedes Jahr ein Highlight: Historische Rennfahrzeuge auf dem Norisring im Juli 2013
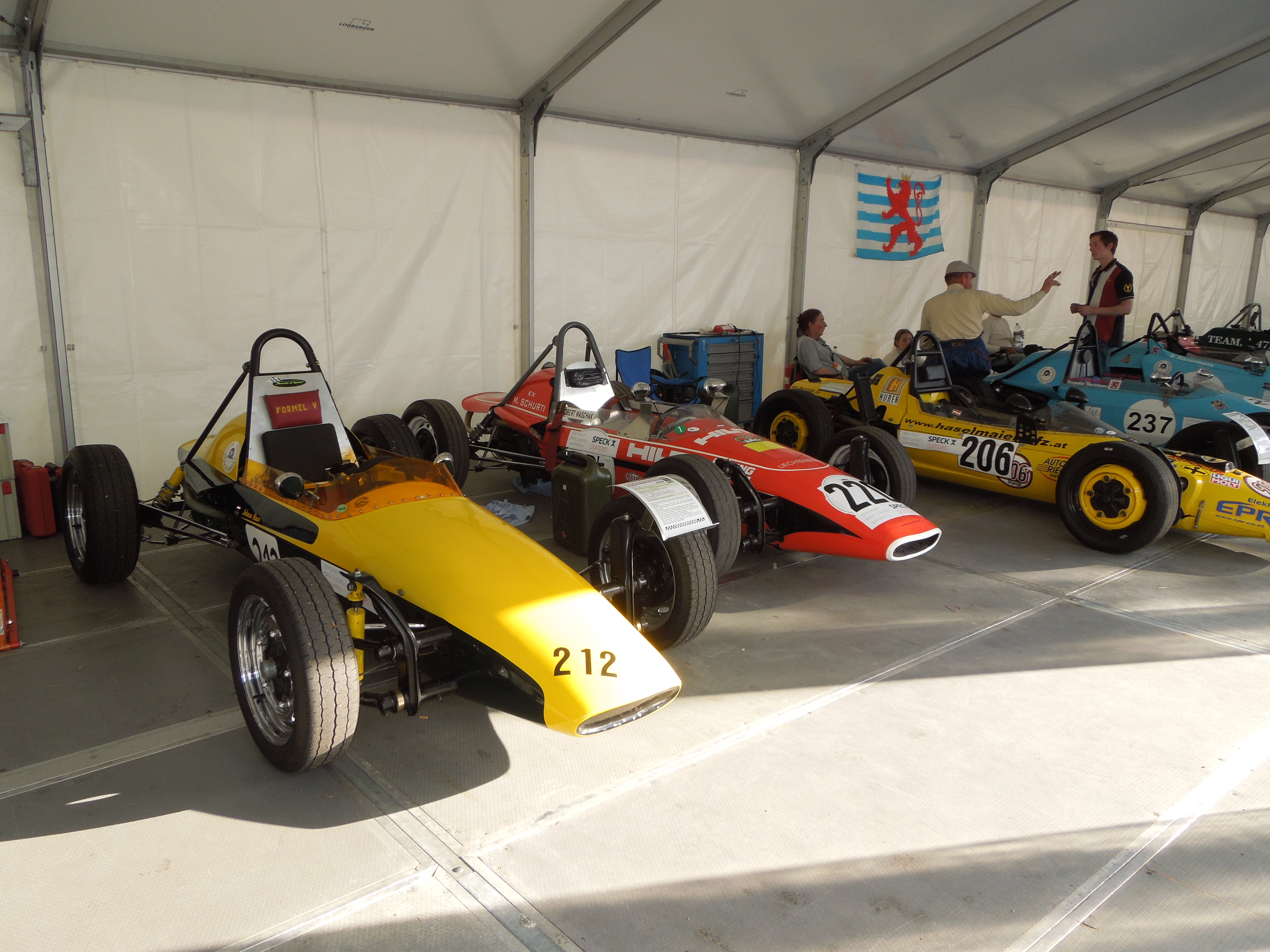
Historische Rennfahrzeuge auf dem Norisring-Areal im Juni 2015 - hautnah dabei.
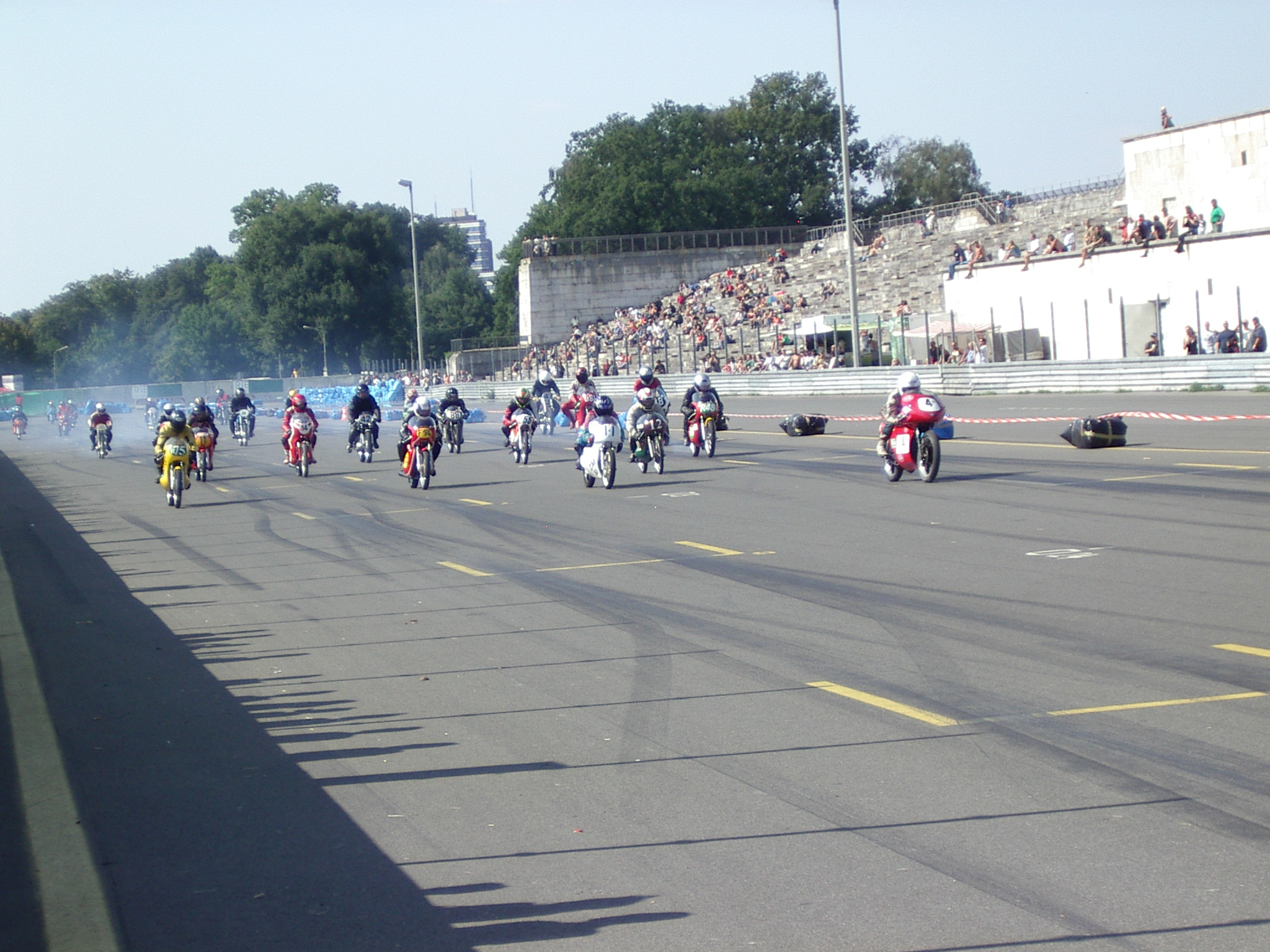
Der Classic-Motorrad-Cup auf dem Norisring im September 2005
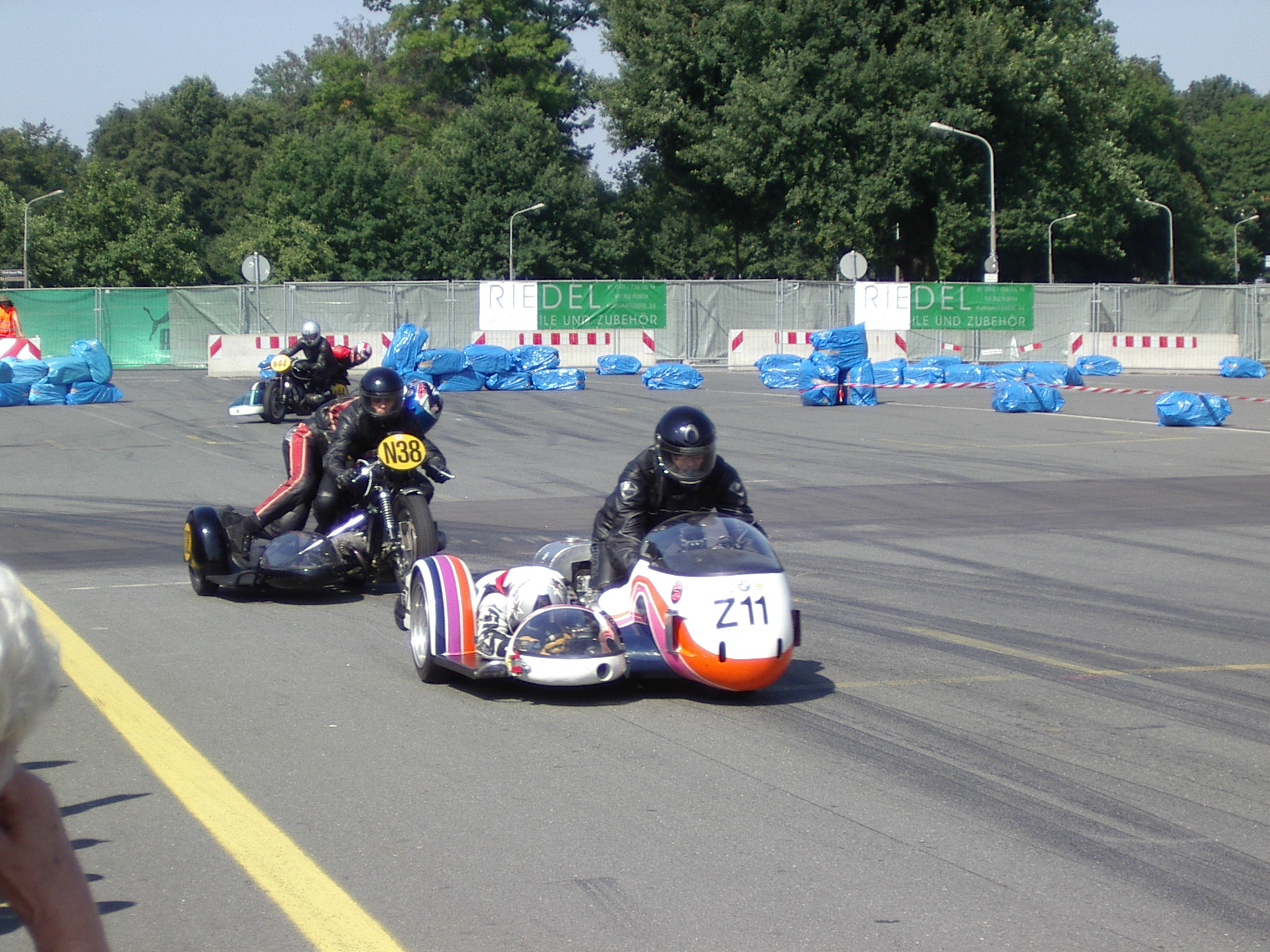
Der Classic-Motorrad-Cup auf dem Norisring im September 2005 – hier das Rennen mit Motorradbeiwagen.